# Paroster hinzeae
Paroster hinzeae är en skalbaggsart som först beskrevs av Watts och William F. Humphreys 2001.  Paroster hinzeae ingår i släktet Paroster och familjen dykare. Inga underarter finns listade i Catalogue of Life.